# Kousséri
Kousséri es una comuna camerunesa perteneciente al departamento de Logone-et-Chari de la región del Extremo Norte.
En 2005 tiene 101 246 habitantes, de los que 89 123 viven en la capital comunal homónima.
Es una localidad fronteriza con Chad y se ubica en la periferia suroccidental de la capital chadiana Yamena, separada de dicha ciudad por el río Chari.

## Localidades
Comprende, además de la ciudad de Kousséri, las siguientes localidades:
- Aboukanou
- Adjain
- Am Chediré
- Ardébé
- Bala
- Gobrèm
- Hérazaya
- Ibou
- Kala Kafra
- Lakta
- Madardem
- Marako
- Massaki
- Massilal Er
- Naga
- Ndouf
- Séro
- Tamraya